# Agoda
Agoda.com is een Online Reisagentschap, gespecialiseerd in hotelboekingen. Het hoofdkantoor van het bedrijf staat in Singapore. Verder heeft Agoda.com grote kantoren in onder andere Bangkok, Tokio, Hongkong, Kuala Lumpur, Sydney en Boedapest en ondersteunende vestigingen in verschillende grote steden in Azië, Afrika, het Midden-Oosten, Europa en Amerika.

## Oprichting
Het bedrijf werd eind jaren negentig in Thailand opgericht onder de naam PlanetHoliday.com en werkte vanaf 2003 samen met PrecisionReservations.com. In 2005 gingen de twee bedrijven samen verder als Agoda Company Pte. Ltd., geregistreerd in Singapore, en verscheen de eerste versie van Agoda.com online.

## Overname
Agoda.com werd in november 2007 aangekocht door het Amerikaanse Priceline.com. Priceline.com is genoteerd aan de NASDAQ en maakt deel uit van de S&P 500-index. De overname verschafte Agoda.com de mogelijkheid om geografisch uit te breiden en meer nationaliteiten te bedienen. Sinds 2011 is medeoprichter Robert Rosenstein CEO. Agoda.com heeft op dit moment 1.200 werknemers uit twintig verschillende landen in dienst. De website is beschikbaar in 38 verschillende talen, waaronder Nederlands.

## Lidmaatschap organisaties
Agoda.com is sinds 2006 lid van PATA (Pacific Asia Travel Association).